# Казе Тибалди-Гето Миланези (Болоња)
Казе Тибалди-Гето Миланези (итал. Case Tibaldi-Ghetto Milanesi) је насеље у Италији у округу Болоња, региону Емилија-Ромања.
Према процени из 2011. у насељу је живело 89 становника. Насеље се налази на надморској висини од 13 м.